# Сільваплана (озеро)
Сільвапла́на або Сільвапла́нерзее (нім. Silvaplanersee, ромш. Lej da Silvaplauna) — високогірне озеро у Верхньому Енгадіні, кантон Граубюнден, Швейцарія. Його назва походить від назви розташованого на його березі села Сільваплана. Площа поверхні — 2,7 км². Висота над рівнем моря — 1790,54 м.
Озеро є середнім в ланцюзі трьох великих озер Верхнього Енгадіна, розташоване біля підйому до південного схилу Юлійського перевалу, між озерами Зільс і Санкт-Моріц.
Виносні відкладення струмка, що впадає в озеро, Ова-даль-Валлун (ромш. Ova dal Vallun) привели до поділу озера на дві частини, нижня (північно-східна) частина є окремим озером, що має назву Лей-да-Чампфер (ромш. Lej da Champfèr).

## Туризм та відпочинок
Завдяки стійким вітрам, що дмуть з перевалу Малоя, озеро Сільваплана є популярним у віндсерфінгістів, яхтсменів та кайтерів.
На південь від озера розташований гірськолижний регіон Корвач.

## Фрідріх Ніцше на озері Сільваплана
Під час перебування з 1881 по 1888 рік у селі Зільс-Марія (нім. Sils Maria), відомий німецький філософ Фрідріх Ніцше часто гуляв берегом озера Сільваплана.
На березі озера встановлено пам'ятну табличку на його честь.
- Зільсер
- Санкт-Моріц (озеро)

## Галерея

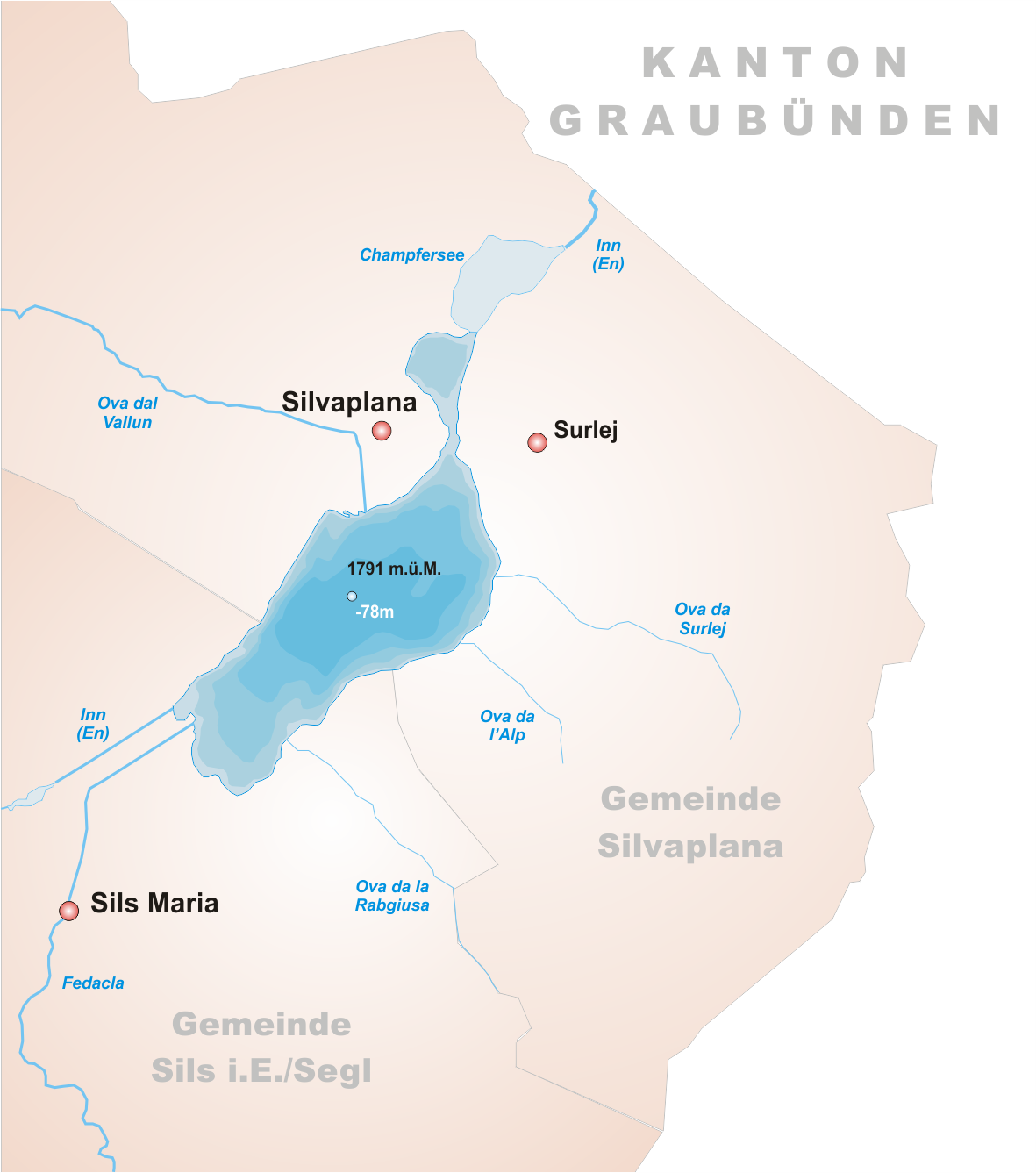
Озеро Сільваплана
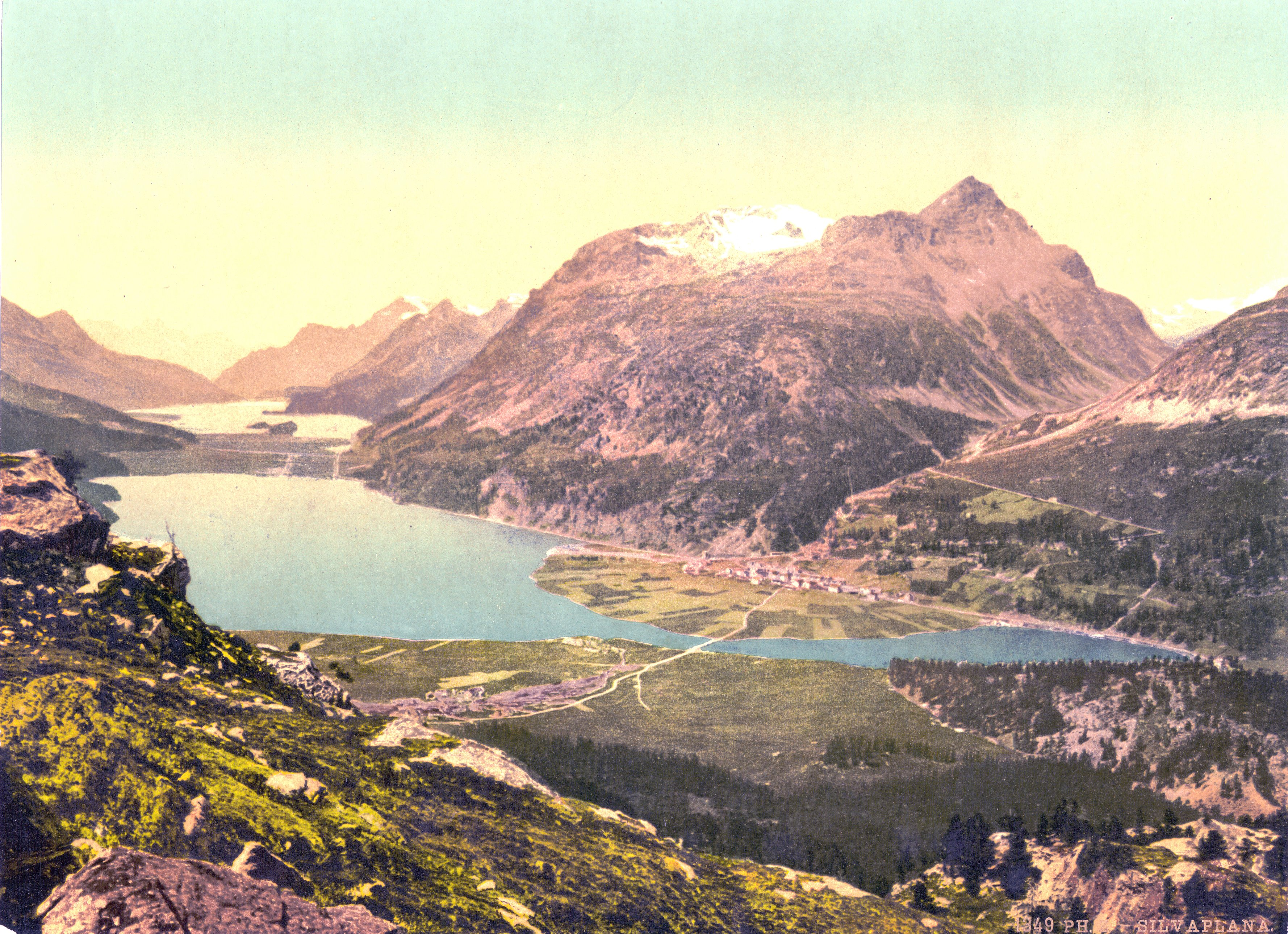
Озеро Сільваплана у 1900 році
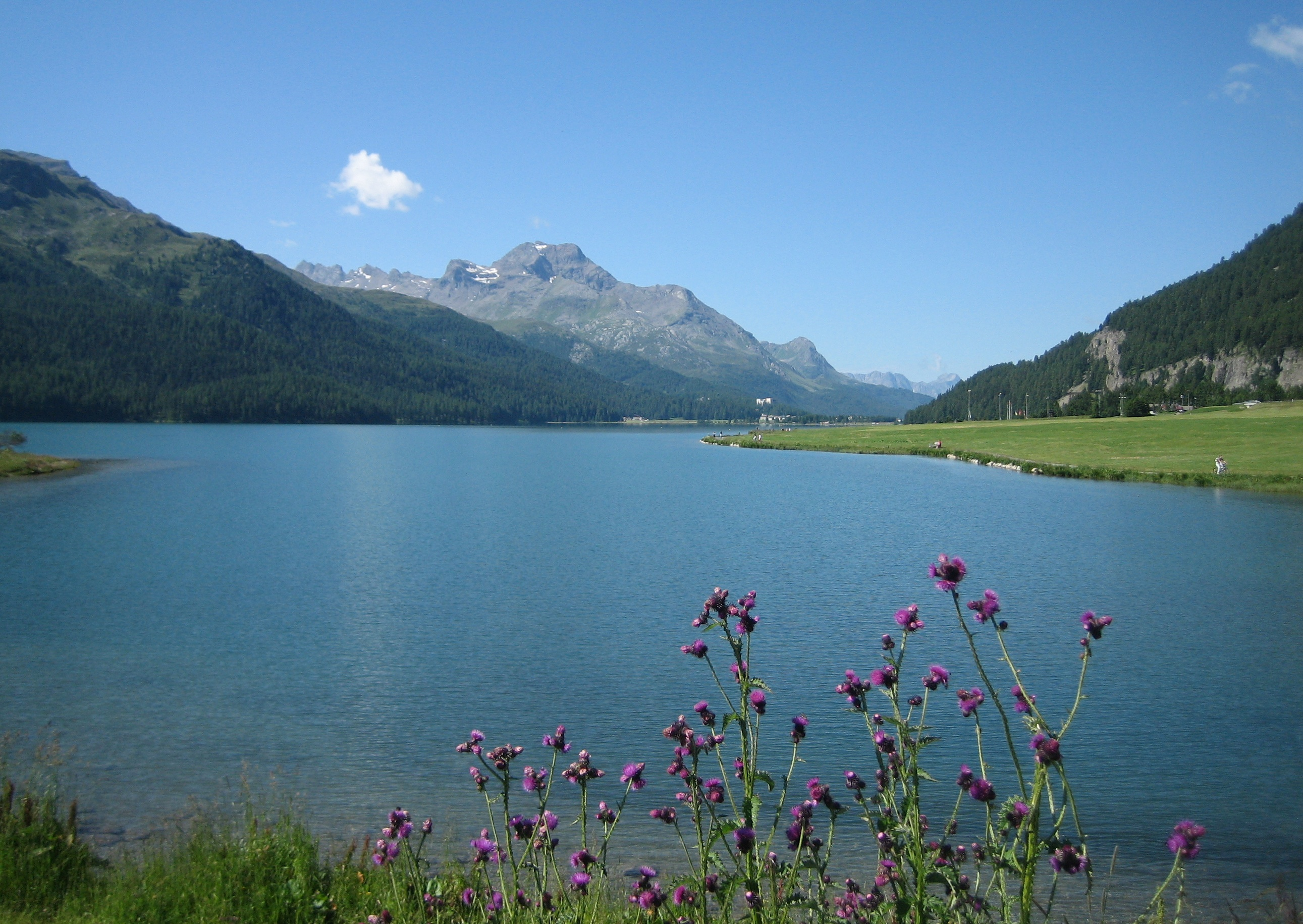
Вид на озеро Сільваплана
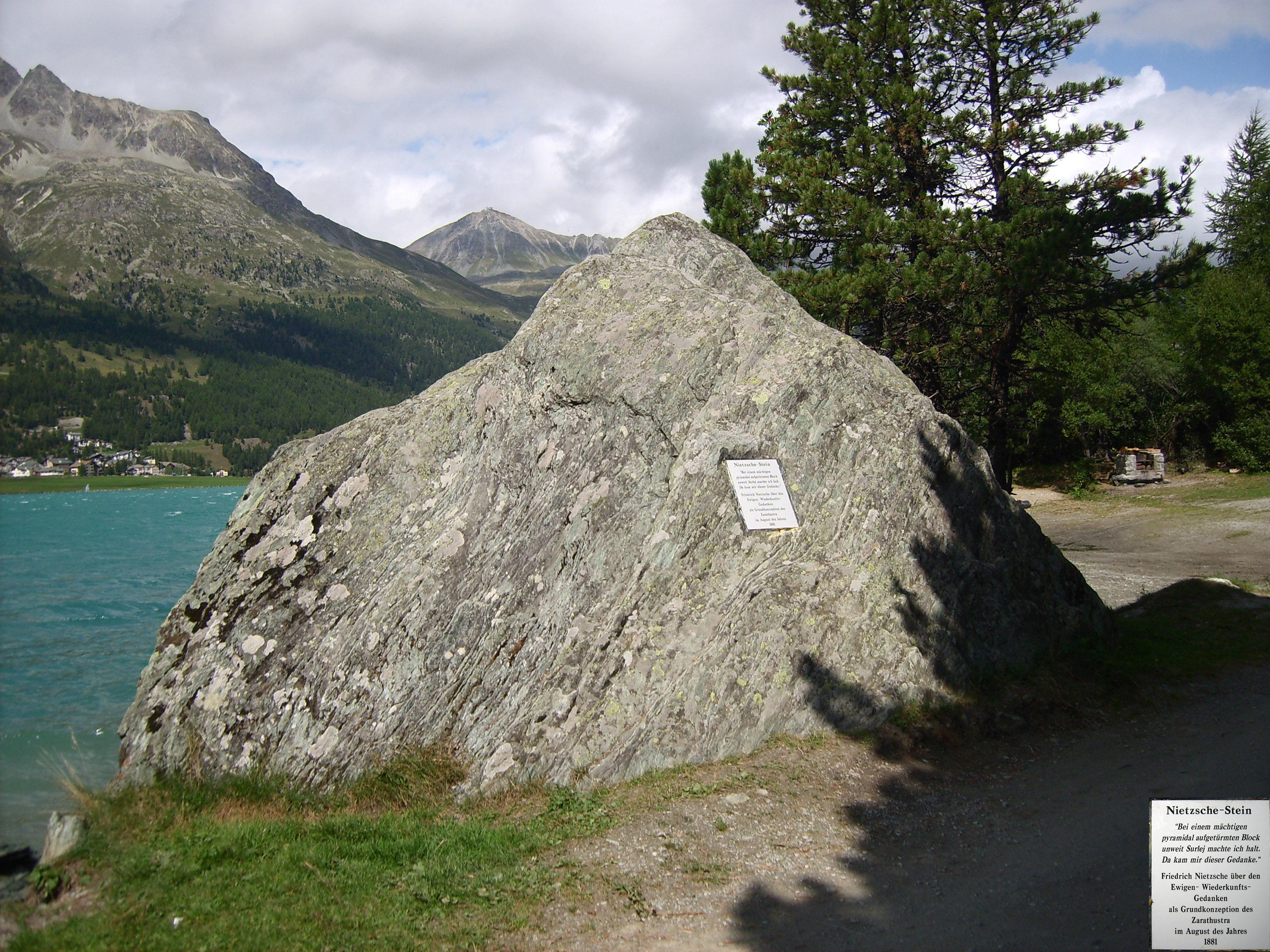
Пам'ятна табличка з цитатою з Ніцше на березі озера
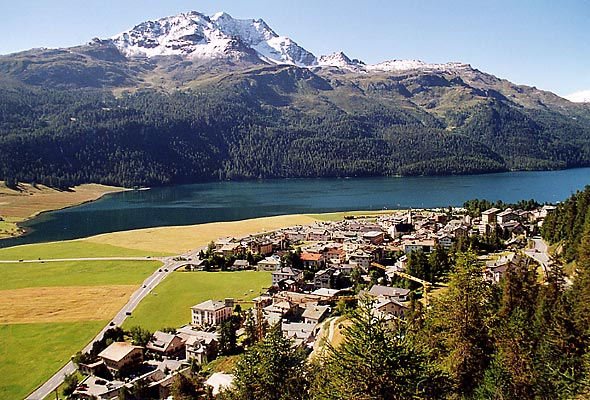
Містечко Сільваплана біля озера